# 白山路街道
白山路街道，曾是中华人民共和国辽宁省大連市沙河口区下辖的一个乡镇级行政单位。2019年原白山路街道并入星海湾街道。

## 行政区划
白山路街道下辖以下地区：
。